# The Phoenix and the Turtle

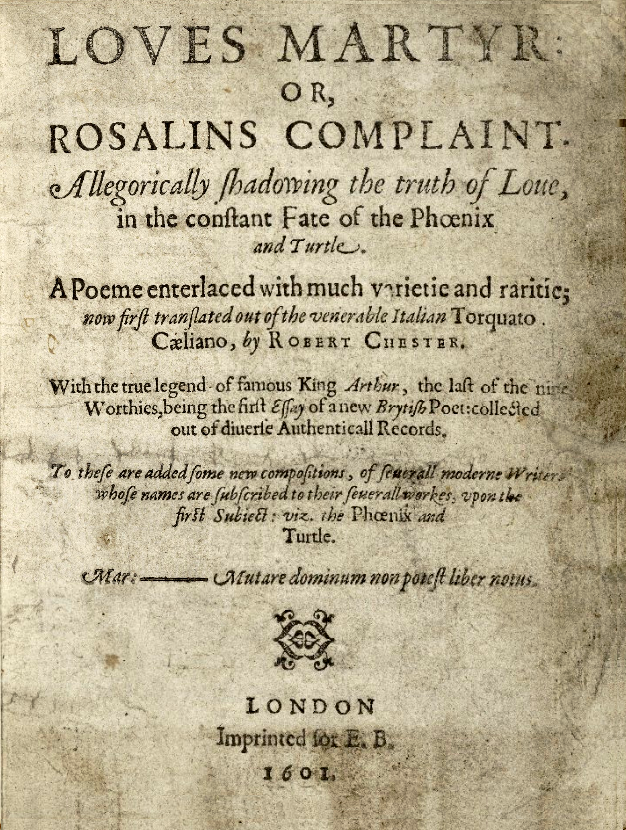
Shakespeares gedicht The Phoenix and the Turtle verschenen in 1601 als onderdeel van een appendix bij een lang gedicht van Robert Chester

The Phoenix and the Turtle (De feniks en de tortelduif) is een allegorisch gedicht van William Shakespeare. Het verscheen in 1601 als onderdeel van een appendix bij een lang gedicht van een zekere Robert Chester.
Over de identiteit van Chester kan slechts worden gespeculeerd: er is niets over deze schrijver bekend. Feit is dat in 1601 een bundel verscheen met als hoofdmoot een lang gedicht op naam van Robert Chester, getiteld Loves Martyr: or, Rosalins Complaint. Allegorically shadowing the truth of Loue, in the constant Fate of the Phoenix and Turtle.
Het titelblad vermeldt verder de volgende tekst: A Poeme enterlaced with much varietie and raritie; now first translated out of the venerable Italian Torquato Caeliano, by Robert Chester. With the true legend of famous King Arthur the last of the nine Worthies, being the first Efsay of a new Brytish Poet: collected out of diuerse Authenticall Records. To these are added some new compositions of seuerall moderne Writers whose names are subscribed to their seuerall workes, vpon the first subiect viz. the Phoenix and Turtle.
Gezien de obscuriteit van Robert Chester is het des te opmerkelijker dat enkele gerenommeerde schrijvers uit die tijd konden worden overgehaald een bijdrage te leveren aan de bundel. Naast het werk van Shakespeare en enkele anonieme gedichten zijn er bijdragen van Ben Jonson, George Chapman en John Marston.
De titel van Shakespeares gedicht is pas later aan het werk gegeven. In de bundel heeft het geen titel. Shakespeares naam wordt in de ondertekening gespeld als Shake-speare. De aanduiding 'Turtle' in de titel kan verwarring oproepen, aangezien dit woord ook de betekenis heeft van 'schildpad', terwijl hier wordt gerefereerd aan de tortelduif. Deze tortelduif wordt in het vuur verzwolgen, samen met de feniks, hetgeen verwijst naar de mogelijkheid dat liefde genoeg reden kan zijn tot volledige zelfopoffering en verbondenheid aan het lot van de ander.
De interpretatie van het gedicht heeft geleid tot veel speculatie. Een veelvuldig voorkomende verklaring is dat het gedicht zou gaan over de onstuimige en soms instabiele relatie tussen Elizabeth I en Robert Devereux.
- Bibliothèque nationale de France: cb16640303q (data)
- Gemeinsame Normdatei: 4581284-6
- Système universitaire de documentation: 168020076
- Virtual International Authority File: 203741922